# Hymenochaete murina
Hymenochaete murina är en svampart som beskrevs av Bres. 1920. Hymenochaete murina ingår i släktet Hymenochaete och familjen Hymenochaetaceae.   Inga underarter finns listade i Catalogue of Life.